# She Said She Said
She Said She Said is een lied afkomstig van de in 1966 uitgebrachte lp Revolver van de Britse popgroep The Beatles. Het lied staat op naam van het schrijversduo Lennon-McCartney, maar is geschreven door John Lennon. Een opmerking van acteur Peter Fonda vormde de inspiratie voor She Said She Said.

## Achtergrond
In 1965 waren George Harrison en John Lennon voor het eerst in aanraking gekomen met de hallucinogene drug LSD. Later dat jaar, tijdens een tournee door de Verenigde Staten, probeerden deze twee Beatles de andere bandleden, Ringo Starr en Paul McCartney over te halen om ook LSD te proberen. The Beatles hadden een dag vrij en verbleven in een huis in Beverly Hills, Californië. Diverse Amerikaanse sterren, waaronder David Crosby en Jim McGuinn van The Byrds en acteur Peter Fonda waren ook in het huis aanwezig. Harrison en Lennon overtuigden Starr om de drug te proberen, maar McCartney weigerde. Tijdens de trip die daarop volgde, werd Harrison naar eigen zeggen door Fonda lastiggevallen: 

He kept saying, “I know what it's like to be dead, because I shot myself.” He'd accidentally shot himself at some time and he was showing us his bullet wound. He was very uncool.

 Ook Lennon kreeg tijdens zijn trip zulke opmerkingen van Fonda te horen. Hij ervoer dit als zeer onplezierig. 

Peter Fonda came in when we were on acid and kept coming up and sitting next to me, and whispering, “I know what it's like to be dead.” We didn't want to hear about that!

 Lennon onthield echter wel deze zinsnede van Fonda en gebruikte deze later tijdens het schrijven van She Said She Said voor Revolver: “I used it for the song She Said She Said. But I changed it to 'she' instead of 'he'”

## Opnamen
She Said She Said was het laatste lied dat The Beatles opnamen voor het album Revolver. Na het maken van mono- en stereo-mixen van de nummers voor het album, begonnen The Beatles op 21 juni 1966 's avonds aan de opnamen van She Said She Said. Na het lied enige tijd geoefend te hebben, namen The Beatles drie takes van de backing track van het nummer op. Deze bevatte twee gitaarpartijen, basgitaar en drums. De derde take was de beste en daaraan werd zang door John Lennon en achtergrondzang door Lennon en George Harrison toegevoegd. Ten slotte werd nog een extra gitaarpartij en hammondorgel toegevoegd. Volgens Paul McCartney speelt hij niet mee op She Said She Said vanwege een ruzie met de andere Beatles.
Volgens muziekcriticus en Beatlekenner Ian MacDonald en veel rockdrummers is het drumspel van Ringo Starr zelfs beter dan in het nummer Rain.

## Credits
- John Lennon - zang, gitaar, hammondorgel
- George Harrison - achtergrondzang, gitaar, basgitaar
- Ringo Starr - drums